# Sarah J. Eddy
Sarah Jane Eddy (1851–1945) était une artiste peintre et photographe américaine, militante engagée dans les luttes abolitionnistes, féministes et pour la cause animale. Née à Boston, elle étudia la peinture et la sculpture à la Pennsylvania Academy of Fine Arts puis à la New York's Art Students League. Elle commença à exposer ses photographies en 1890. Ses expositions majeures tinrent place à la New School of American Photography puis à l'Exposition Universelle de Paris en 1900 avec d'autres femmes photographes américaines.

## Biographie
Sarah J. Eddy, fille du peintre James Eddy et de Elisa Jackson, a grandi au sein d'une famille très militante : son grand-père maternel Francis Jackson (en) et son grand-oncle maternel William Jackson (en) étaient très engagés contre l'esclavage; Francis Jackson était également engagé pour le droit des femmes et a rencontré en septembre 1855 avec sa fille Eliza la célèbre militante des droits civiques Susan B. Anthony, dont Sarah J. Eddy fera le portrait en 1900.

## Carrière artistique
Eddy présenta ses photographies aux États-Unis et à l'étranger jusqu'en 1910. Ses sujets de prédilection étaient les femmes, les enfants, les animaux et les artistes.
En 1894, Sarah J. Eddy publia un court article intitulé "A good use for the camera" (Du bon usage d'un appareil photographique) pour la revue The American Annual of Photography. Elle soutenait que les moments passés avec ses modèles étaient tout aussi gratifiants que le tirage final: "nous entrons dans un rapport de sympathie avec les personnes qui nous fournissent des images. Nous leurs sommes reconnaissants et ils le sont également envers nous. Nous nous rencontrons sur ce terrain d'entente".

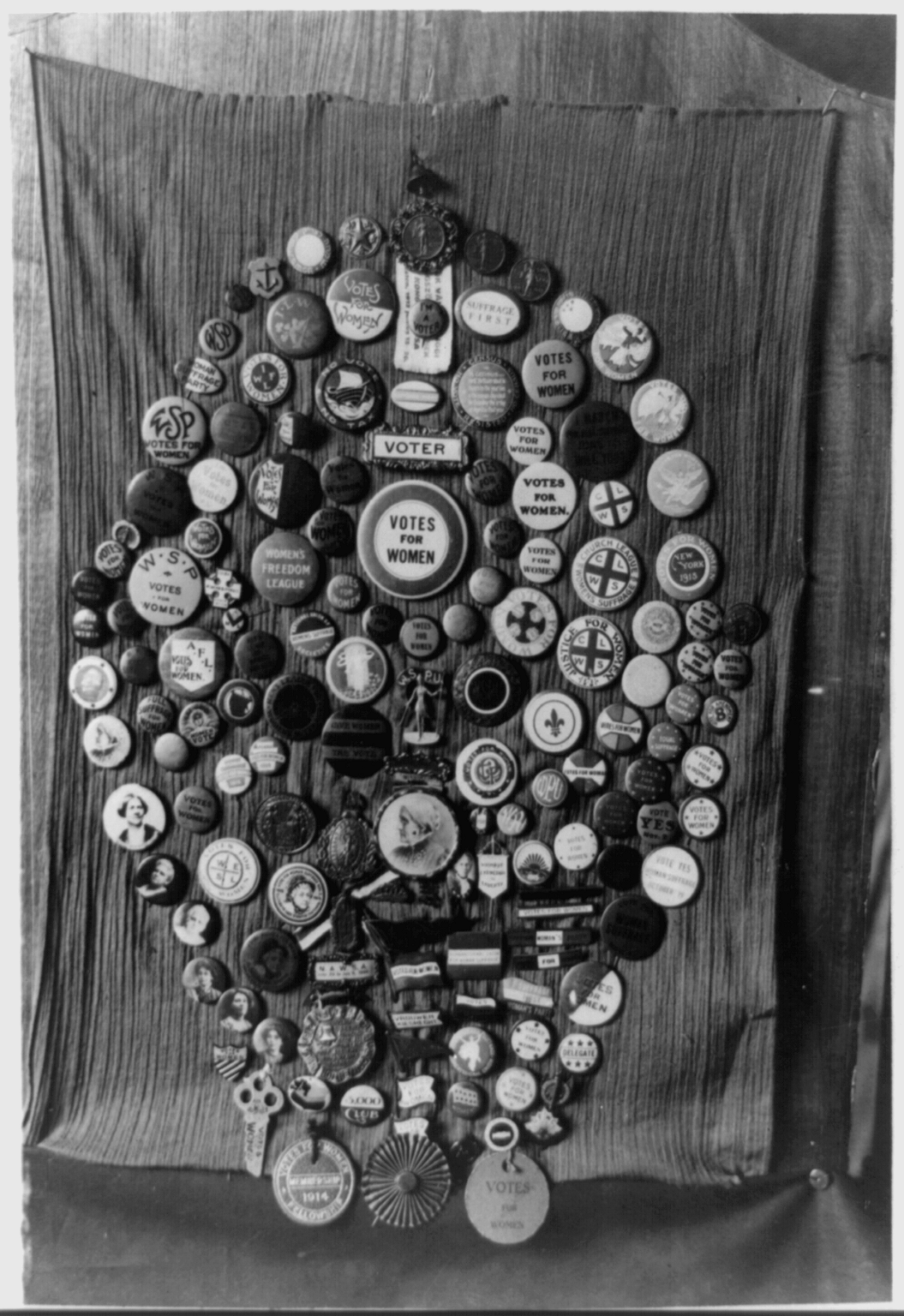
Photo de Sarah J. Eddy d'une collection de boutons "Vote for women" réalisée par Alice Park.

## Militantisme
Activiste pour la cause animale et végétarienne, Eddy fonda la Rhode Island Humane Education Association pour la protection des animaux. Entre 1899 et 1938, Sarah J. Eddy publia cinq livres pour enfants dédiés aux soins des animaux et illustrés de photos de ses propres chats. À sa mort, elle était directrice de la Société de Prévention contre la Cruauté envers les Animaux du Massachusetts.
Sarah J. Eddy était féministe et suffragette. Elle participe de manière active à plusieurs congrès pour la cause des femmes : on la retrouve par exemple au National Women's Congress organisé à New York par l'Association for the advancement of women (en) en octobre 1887. Lors de ce congrès elle est élue auditrice parmi les officers chargés du congrès du National ,. 

## Publications et œuvres

### Articles
- "A good use for the camera", The American Annual of Photography, New York : Tennant and Ward, 1894, p. 186-187. Disponible en téléchargement sur Internet Archive en anglais (version originale) et en français.
- "The robin's nest", The New England magazine, Boston : New England magazine company, 1900, p.161-171. Disponible en téléchargement sur Internet Archive (en anglais).

### Livres
- Songs of Happy Life : For Schools, Homes and Bands of Mercy, Providence : Art and Nature Study Publishing Co., 1897. Disponible en téléchargement sur Internet Archive (en anglais).
- Friends and helpers, Boston : Ginn & Company, 1900. - Disponible en téléchargement sur Internet Archive (en anglais). Traduit en espagnol en Amigos y auxiliares del hombre, Boston : Ginn & Company, 1901. Disponible en téléchargement sur Hathi Trust (en espagnol).
- Alexander and some other cats, Boston: Marshall Jones Co., 1929. Disponible en téléchargement sur Internet Archive (en anglais).
- Happy cats and their care, Norwood : Plimpton Press, 1938. Essai illustré d'une centaine de photographies de chats[7].

### Photographies

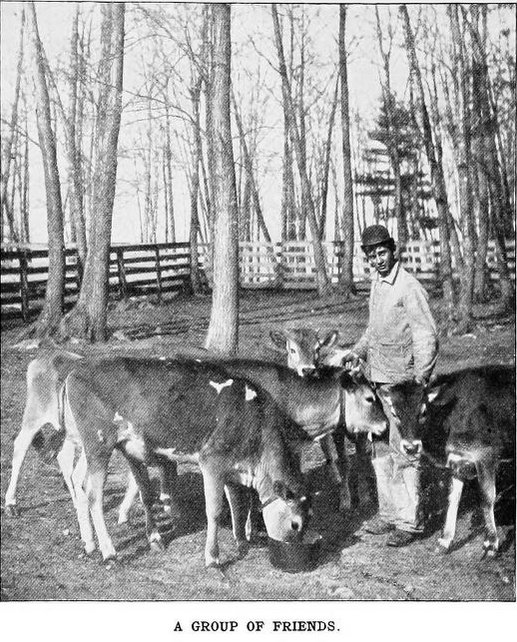
Un groupe d'amis
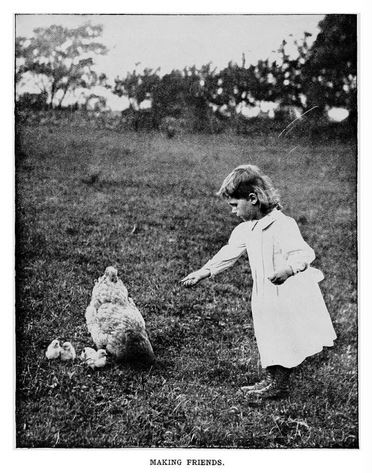
Friends and helpers
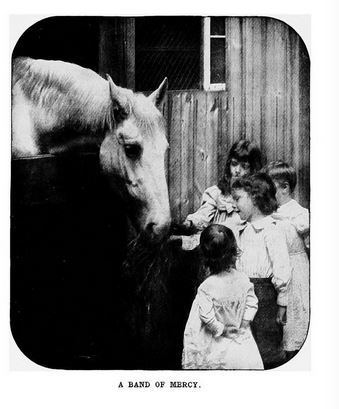
Band of mercy
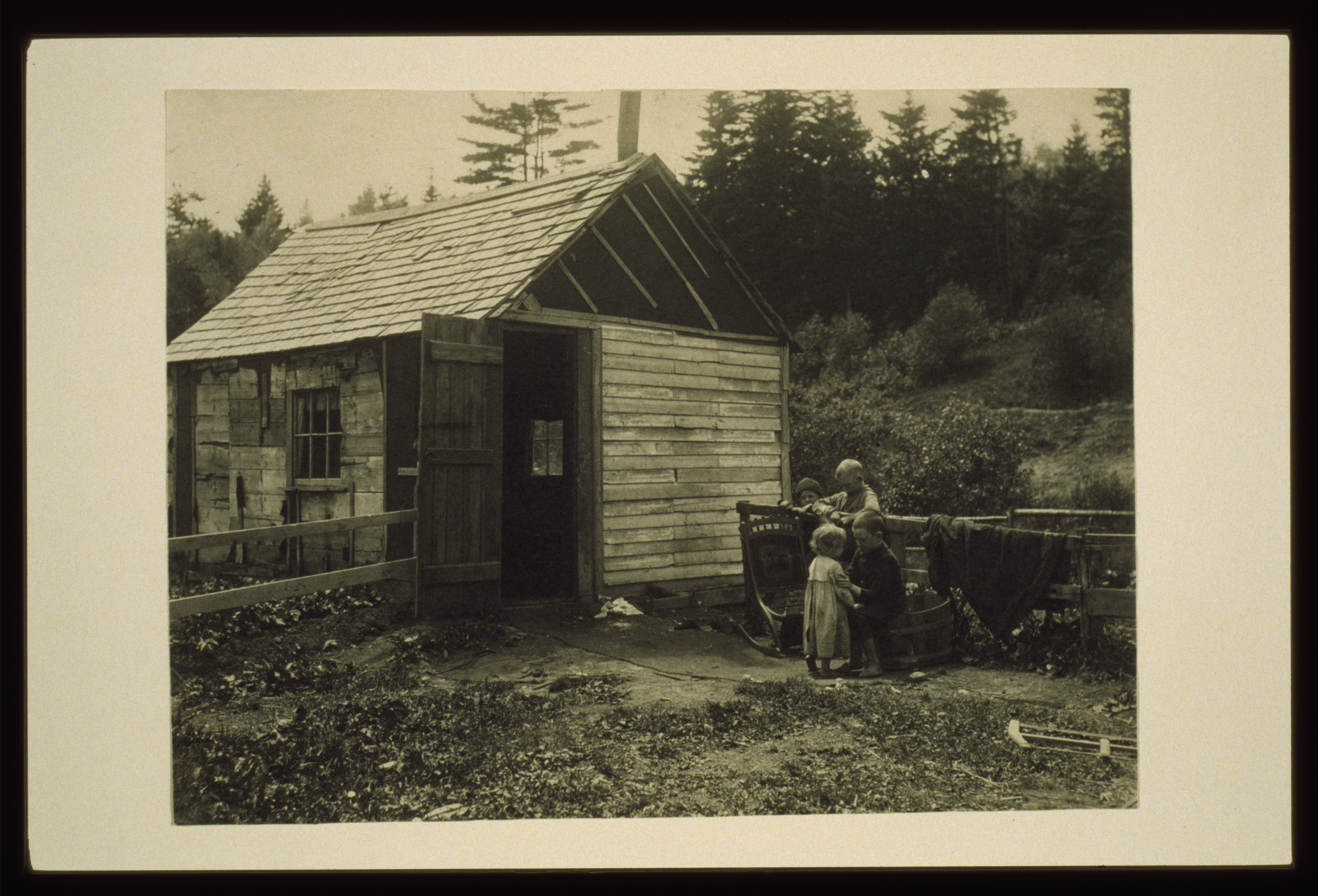
La maison du pêcheur
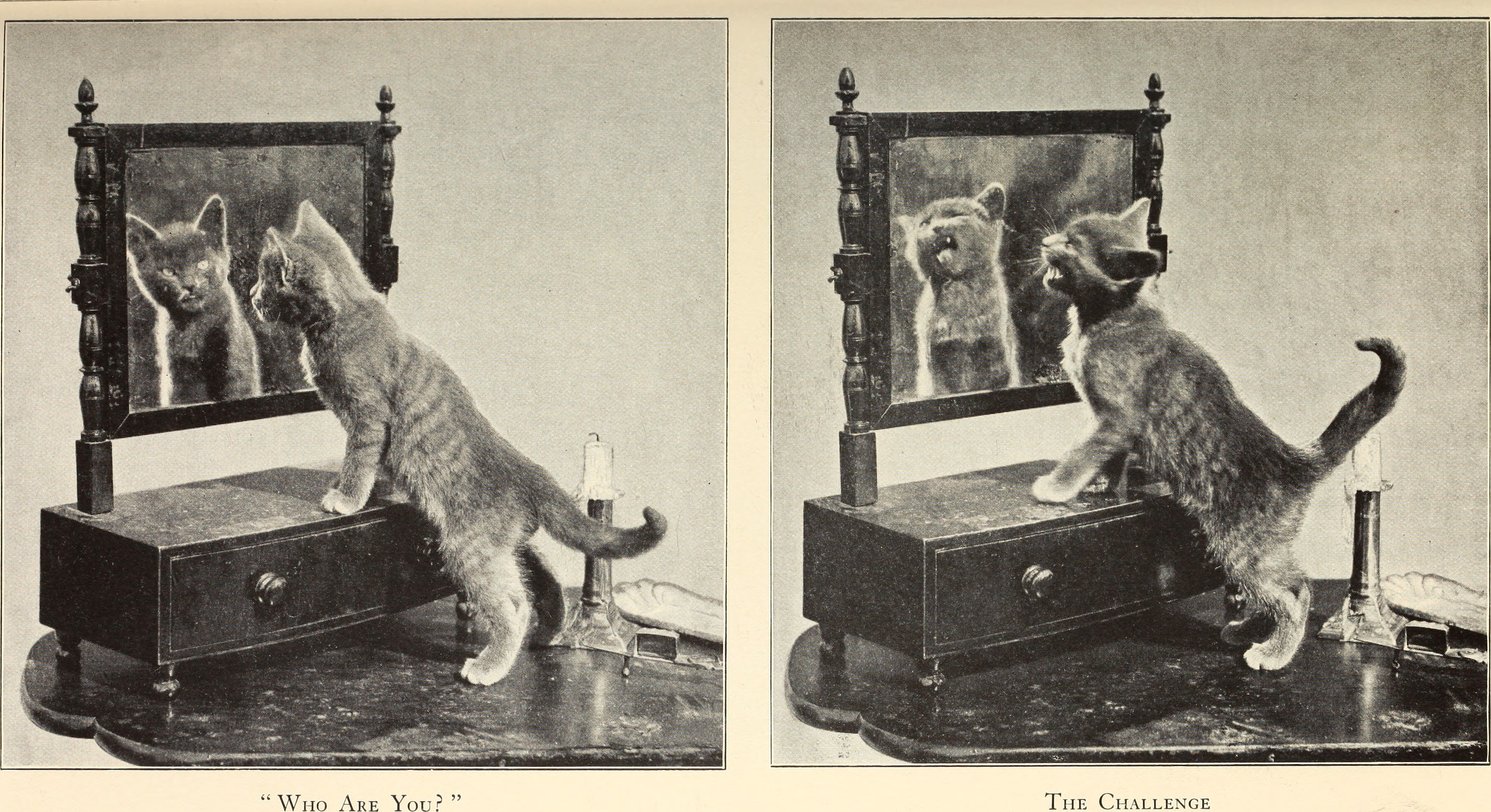
"Who are you ? ... The challenge"
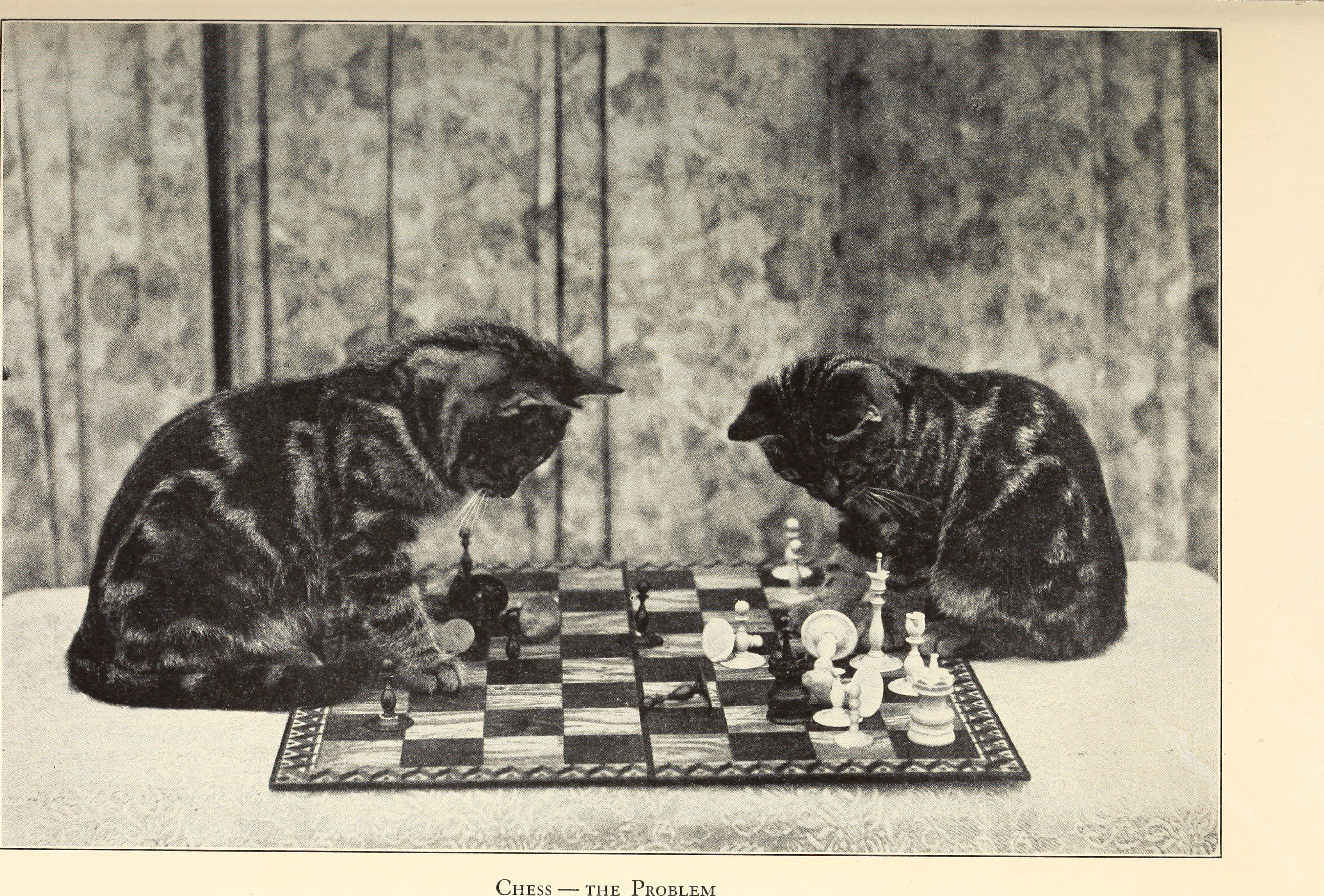
Échecs - le problème